# Arothron diadematus
Arothron diadematus е вид лъчеперка от семейство Tetraodontidae. Видът не е застрашен от изчезване.

## Разпространение и местообитание
Разпространен е в Джибути, Египет, Еритрея, Йемен, Израел, Йордания, Саудитска Арабия и Судан.
Среща се на дълбочина от 4 до 5 m.

## Описание
На дължина достигат до 30 cm.